# Leândro da Silva
Leândro da Silva Campos (ur. 26 czerwca 1985 r. w Itumbiarze w stanie Goiás) – brazylijski piłkarz występujący na pozycji pomocnika.

## Kariera klubowa
Jest wychowankiem klubu XV de Piracicaba, w którym rozpoczął karierę piłkarską. Latem 2006 wyjechał za ocean, gdzie został piłkarzem Pogoni Szczecin, w której rozegrał łącznie 9 meczów w polskiej ekstraklasie i zdobył w nich jedną bramkę. W następnym sezonie 2007/08 przeszedł za 50 tys. euro do węgierskiego Rákóczi Kaposvár. 9 lipca 2007 został kupiony za 200 tys. euro do rosyjskiego klubu Łucz-Eniergija Władywostok. Po tym, jak klub spadł z Priemjer-Ligi, piłkarz 7 lutego 2009 przeniósł się do Spartaka Nalczyk. W końcu września 2011 nie zgadzając się na zmianę warunków kontraktu anulował go, a 31 października 2011 podpisał nowy kontrakt z ukraińskim Arsenałem Kijów. W lutym 2013 został wypożyczony do Kubania Krasnodar. W 2013 roku przeszedł do Wołgi Niżny Nowogród. 28 stycznia 2017 przeszedł do Stali Kamieńskie. Latem 2017 opuścił Stal. W 2018 bronił barw Atlantasa Kłajpeda. 6 lutego 2019 podpisał kontrakt z Ruchem Winniki.